# Sudovisch
Het Sudovisch (ook wel Jatvingisch) is een uitgestorven West-Baltische taal die werd gesproken in het grensgebied van het huidige Litouwen en Polen, tussen de Wisła en de Memel, en is nauw verwant aan het Oudpruisisch.
Alhoewel het Sudovisch geen aparte taal was, scheidde hij zich als een dialect in de 10e eeuw, en werd tevens gedocumenteerd in handschriften. De taal was archaïscher en meer door het Germaans beïnvloed dan andere Baltische dialecten, zoals blijkt uit het Germaanse leenwoord virdan ("woord"), dat de onzijdige uitgang -an behield, die afwezig is in het Litouws en het Lets. De taal stierf uit na de verovering van het gebied door de Duitse Orde en Slavische stammen. Invloed van het Sudovisch is nog steeds merkbaar in het Wit-Russisch, dat vele Sudovische leenwoorden kent, en het Oekraïens. Buiten een zeer omstreden woordenboek zijn er van het Sudovisch zelf evenwel geen schriftelijke bronnen.
Het Sudovisch had zes naamvallen (namelijk de nominatief, de genitief, de datief, de accusatief, de locatief en de vocatief) en een complexe werkwoordvervoeging met een grote verscheidenheid aan wijzen. Fonetisch kende de taal zowel lange als korte klinkers, en vele tweeklanken. Het klemtonensysteem was redelijk complex, en gelijkaardig aan het Litouws.